# Huk Suczawski
Huk Suczawski (ukr. Сучавський Гук) – wodospad w Karpatach Wschodnich na rzece Suczawie w miejscowości Szepit na Ukrainie, w masywie Gór Jałowiczorskich (rejon putylski, obwód czerniowiecki). 
Wodospad znajduje się w miejscu przecięcia warstw piaskowców krzemionkowych i ma wysokość sześciu metrów. Wiek głównych formacji skalnych budujących otoczenie wynosi 115 milionów lat (dolna kreda). Jest największym wodospadem na Bukowinie pod względem przepływu mas wodnych, a podczas opadów deszczu lub intensywnego topnienia śniegu jego huk słychać z dużej odległości, co dało asumpt nazwie. Po opadnięciu rzeka przez 150 metrów płynie skalnym kanionem, aż do stopniowego obniżenia się brzegów. Do wody można się dostać tylko z drogi biegnącej na lewym brzegu. Średnia szerokość kanionu wynosi 8-12 m, głębokość 0,2-0,8 m, natomiast prędkość przepływu waha się w granicach 1-1,5 m/sek. Wodospad znajduje się na wysokości 859 m n.p.m.  
Wodospad wraz z otoczeniem stanowi rezerwat geologiczno-hydrologiczny o znaczeniu lokalnym (nr 73-235-5027). 
Dawniej nad wodospadem znajdowała się niewielka elektrownia i tartak. Obecnie obiekt ma przede wszystkim znaczenie naukowe i krajobrazowe. Najlepszy widok na wodospad rozpościera się z wiszącego mostu nad Suczawą. Z uwagi na peryferyjne, przygraniczne położenie ruch turystyczny w tym rejonie jest niewielki, a sam wodospad nie jest wypromowany tak dobrze jak inne ukraińskie wodospady karpackie. 